# Raúl Soldi
Raúl Soldi (Buenos Aires, 27 de marzo de 1905 - Buenos Aires, 21 de abril de 1994) fue un artista plástico y escenógrafo argentino de reconocida trayectoria internacional.

## Trayectoria
Inició sus estudios de arte en la Academia Nacional de Bellas Artes, donde más adelante fue designado miembro de número.
En el año 1921 viajó a Europa y vivió en Alemania hasta 1923, año en que se trasladó a Italia, ingresando en la Academia de Brera (Milán) donde permaneció hasta el año 1932. En Italia se relaciona con un grupo de artistas de vanguardia. En 1933 regresa a Argentina y es becado por la Comisión Nacional de Cultura y recorre Estados Unidos, donde trabaja como escenógrafo en Hollywood aunque muchos argentinos desconocen esta etapa artística debido a su trabajo como artista visual.
Desde 1930 presenta obras en el Salón Nacional de Cultura y en diversos salones provinciales, en la Exposición Internacional de París de 1937, en Nueva York (1941-1943) y, tras el reconocimiento logrado, a partir de 1934 comienzan sus muestras individuales.
Los temas que trató son variados: paisajes, retratos, temas relativos al teatro y al circo, naturalezas muertas, etcétera. Ilustró también libros de poesía.

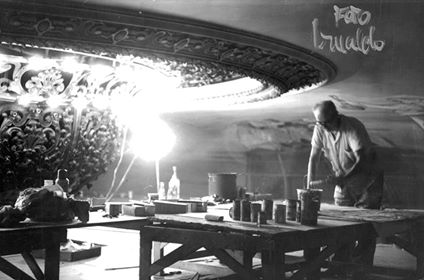
Raúl Soldi pintando la cúpula del Teatro Colón. Buenos Aires, 1965.

La cúpula del Teatro Colón pintada por Soldi.

## Obras famosas

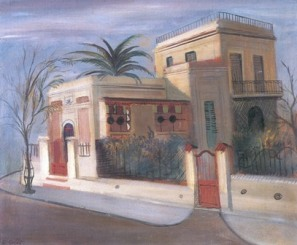
Paisaje de Villa Ballester (1935).

Entre sus obras figura una gran pintura ubicada en la Basílica de la Anunciación en la ciudad de Nazareth, la cual se trata de un mural inspirado en el milagro de la Virgen de Luján.
Los Museos Vaticanos en Roma incorporaron en 1987 una obra suya titulada La Virgen y el Niño, con esta última suman dos los cuadros de Soldi que posee la Santa Sede; la anterior se titula Santa Ana y la Virgen niña.
Una de sus obras más notables es la secuencia de frescos pintados en la Iglesia de Santa Ana de la localidad bonaerense de Glew, a la que dedicó casi treinta veranos.
A partir de ese último año hasta la fecha de su fallecimiento, realizó varias exposiciones, la más destacada en el Museo Nacional de Arte Decorativo. La Galería de Arte Moderno de Milán incorpora a su colección un autorretrato.
En 1989, creó el mosaico Camerata Bariloche, para el Museo del Parque de Portofino (Italia).
Participó en 1993, un año antes de su fallecimiento, de una gran muestra que se realizó en el Palais de Glace Expuso allí parte de su obra, convocando a miles de visitantes que disfrutaron de las obras del pintor.
En la Obra del Padre Mario Pantaleo en González Catán, provincia de Buenos Aires, se exhibe una serie de obras pintadas especialmente por él para la Capilla Cristo Caminante: dos ángeles y una imagen de Nuestra Señora del Hogar. 

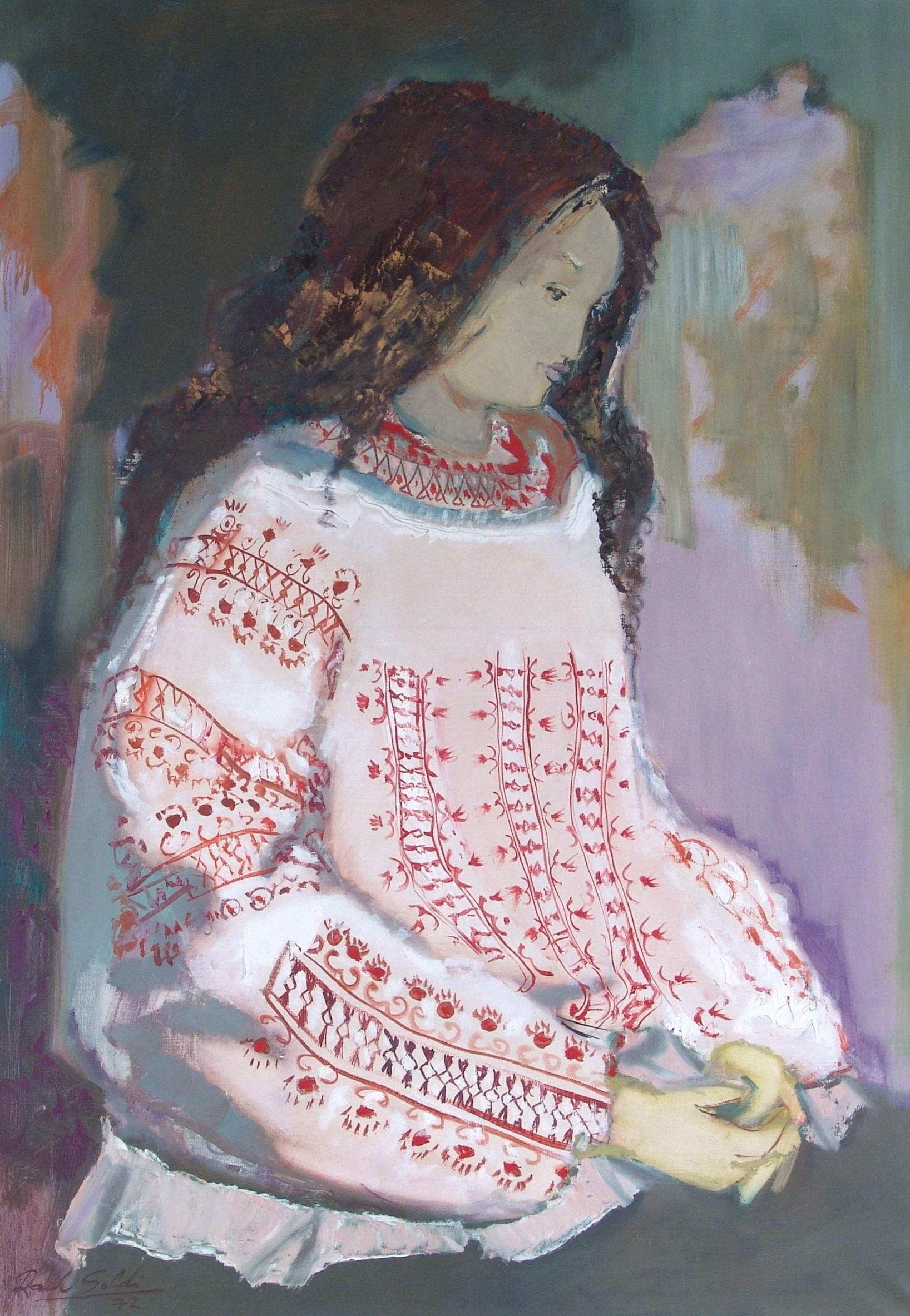
"La blusa rumana", óleo. 100 × 70 cm.

## Filmografía
Escenografías
- Mirad los lirios del campo (1949)
- La doctora quiere tangos (1949)
- Recuerdos de un ángel (1948)
- Un ángel sin pantalones (1947)
- Albéniz (1947)
- A sangre fría (1947)
- Mosquita muerta (1946)
- Camino del infierno (1946)
- Celos (1946)
- La honra de los hombres (1946)
- Llegó la niña Ramona (1945)
- Cinco besos (1945)
- El muerto falta a la cita (1944)
- Nuestra Natacha (1944)
- Carmen (1943)
- Valle negro (1943)
- Luisito (1943)
- Cándida, la mujer del año (1943)
- La juventud manda (1943)
- Los ojos más lindos del mundo (1943)
- Son cartas de amor (1943)
- Su hermana menor (1943)
- Un nuevo amanecer (1942)
- Claro de luna (1942)
- Incertidumbre (1942)
- Elvira Fernández, vendedora de tienda (1942)
- La mentirosa (1942)
- Vacaciones en el otro mundo (1942)
- Yo conocí a esa mujer (1942)
- Bajó un ángel del cielo (1942)
- Cada hogar un mundo (1942)
- El camino de las llamas (1942)
- El profesor Cero (1942)
- El tercer beso (1942)
- Fantasmas en Buenos Aires (1942)
- Orquesta de señoritas (1941)
- Historia de una noche (1941)
- La canción de los barrios (1941)
- Napoleón (1941)
- Boina blanca (1941)
- Hogar, dulce hogar (1941)
- La casa de los cuervos (1941)
- Una vez en la vida (1941)
- Confesión (1940)
- Huella (1940)
- Flecha de oro (1940)
- Cita en la frontera (1940)
- Hay que educar a Niní (1940)
- Con el dedo en el gatillo (1940)
- Dama de compañía (1940)
- La casa del recuerdo (1940)
- El haragán de la familia (1940)
- Fragata Sarmiento (1940)
- Nosotros, los muchachos (1940)
- ...Y mañana serán hombres (1939)
- Caminito de gloria (1939)
- Una mujer de la calle (1939)
- El Loco Serenata (1939)
- El matrero (1939)
- La vida de Carlos Gardel (1939)
- Alas de mi patria (1939)
- Doce mujeres (1939)
- Puerta cerrada (1939)
- Madreselva (1938)
- Senderos de fe (1938)
- El último encuentro (1938)
- El diablo con faldas (1938)
- Maestro Levita (1938)
- Villa Discordia (1938)
- Melodías porteñas (1937)
- Viento Norte (1937)
- La casa de Quirós (1937)
- ¡Segundos afuera! (película) (1937)
- Cadetes de San Martín (1937)
- El pobre Pérez (1937)
- Amalia (1936)
- Loco lindo (1936)
- ¡Goal! (1936)
- Crimen a las tres (1935)
- Escala en la ciudad (1935)

## Premios
- 1947: Primer Premio en el Salón Nacional.
- 1948: Primer Premio de la Bienal de San Pablo (Brasil).
- 1951: Premio Palanza otorgado por la Academia Nacional de Bellas Artes, de la que posteriormente fue miembro.
- 1960: Mención de Honor en la II Bienal de México.
- 1982: Premio Konex de Artes Visuales con Diploma al Mérito por Pintura Figurativa.[2]